# Anisodes parvidens
Anisodes parvidens är en fjärilsart som beskrevs av W. Warren 1907. Anisodes parvidens ingår i släktet Anisodes och familjen mätare. Inga underarter finns listade i Catalogue of Life.